# Fredericksburg (Teksas)
Fredericksburg – miasto w Stanach Zjednoczonych, w stanie Teksas, w hrabstwie Gillespie. Założone 8 maja 1846 roku przez niemieckich imigrantów. Według danych z 2023 roku liczy 11,5 tys. mieszkańców. 

## Demografia
Trzy największe grupy według pochodzenia (dane pięcioletnie z 2022), to: Niemcy (35,5%), Meksykanie (19%) i Anglicy (16,6%). 